# Cafú
Marcos Evangelista da Moraes (Sao Paolo, Brazil, 7. lipnja 1970.), poznatiji kao Cafú  je brazilski umirovljeni nogometaš. 
Svoju 17-ogodišnju karijeru započeo je u Sao Paolu. Tamo je igrao od 1990. do 1994. Nakon toga samo je jednu sezonu odigrao u španjolskoj Real Zaragozi (sezona 1994./95).Nakon samo jedne sezone u Zaragozi Cafu seli u Palmeiras gdje je igrao sljedeće 3 sezone (1995., 1996. i 1997.).
Najveći dio svoje karijere proveo je u jednom od najvećih talijanskih klubova, u Romi. Tamo je igrao od 1997. do 2003. 2003. godine iz Rome prelazi u još veći talijanski klub AC Milan. Nakon isteka ugovora krajem 2008. potpisuje za Garforth Town, klub iz osme engleske lige, u kojem su pred kraj karijere također igrali poznati Brazilci Sócrates i Careca. 